# Birgerius microps
Birgerius microps är en spindelart som först beskrevs av Simon 1911.  Birgerius microps ingår i släktet Birgerius och familjen täckvävarspindlar. Inga underarter finns listade.